# Luis Eyzaguirre
Luis Armando Eyzaguirre Silva, né le 22 juin 1939 à Santiago au Chili, est un joueur de football international chilien, qui évoluait au poste de défenseur.

## Biographie

### Carrière en sélection
Avec l'équipe du Chili, il dispute 39 matchs (pour aucun but inscrit) entre 1959 et 1966. 
Il figure notamment dans le groupe des sélectionnés lors des Coupes du monde de 1962 et de 1966. Il dispute 5 matchs lors du mondial 1962 et un lors du mondial 1966.

## Palmarès
Universidad de Chile
- Championnat du Chili (5) :
  - Champion : 1959, 1962, 1964, 1965 et 1967.